# Замок Хоэншёнхаузен
Замок Хоэншёнхаузен (нем. Schloss Hohenschönhausen) — усадьба в районе Хоэншёнхаузен в Берлине (Германия). Он записан в реестр памятников города Берлин и принадлежит обществу Друзья Замка Хоэншёнхаузен.

## История

### Владельцы до конца XX века
- XIII—XV века: Семья солтыса.
- около 1490 г. : благородная семья фон Рёбель, нем. von Röbel
- 1736—1816 г.: Адам Эберсбах, нем. Adam Ebersbach, купец
- 1817—1890 г.: Фридрих Шарнвебер, нем. Friedrich Scharnweber, сотрудник Карла Августа фон Гарденберга
- 1890—1892 г.: Хенри Сюрмонт, нем. Henry Suermondt, банкир
- 1893—1909 г.: Герхард Пухмюллер, нем. Gerhard Puchmüller, купец
- 1910—1929 г.: Пауль Шмидт, нем. Paul Schmidt, немецкий предприниматель и изобретатель
- 1930—1997 г.: город Берлин. Усадьба была использована в качестве больницы и общественного здания.

### XXI век: культурное назначение
В феврале 2008 г. общество Друзья Замка Хоэншёнхаузен, которое было основано в 1998 г., купило усадьбу и до сих пор заботится о реставрации здания. Общество организует различные мероприятия в замке, такие как выставки, лекции и концерты. В замке выступали многие известные личности, в том числе немецкая фигуристка Кристине Эррат и австрийская классическая гитаристка Йоханна Байштайнер, которая является почётным членом общества Друзья Замка Хоэншёнхаузен..